# Nationalpark Naratschsee

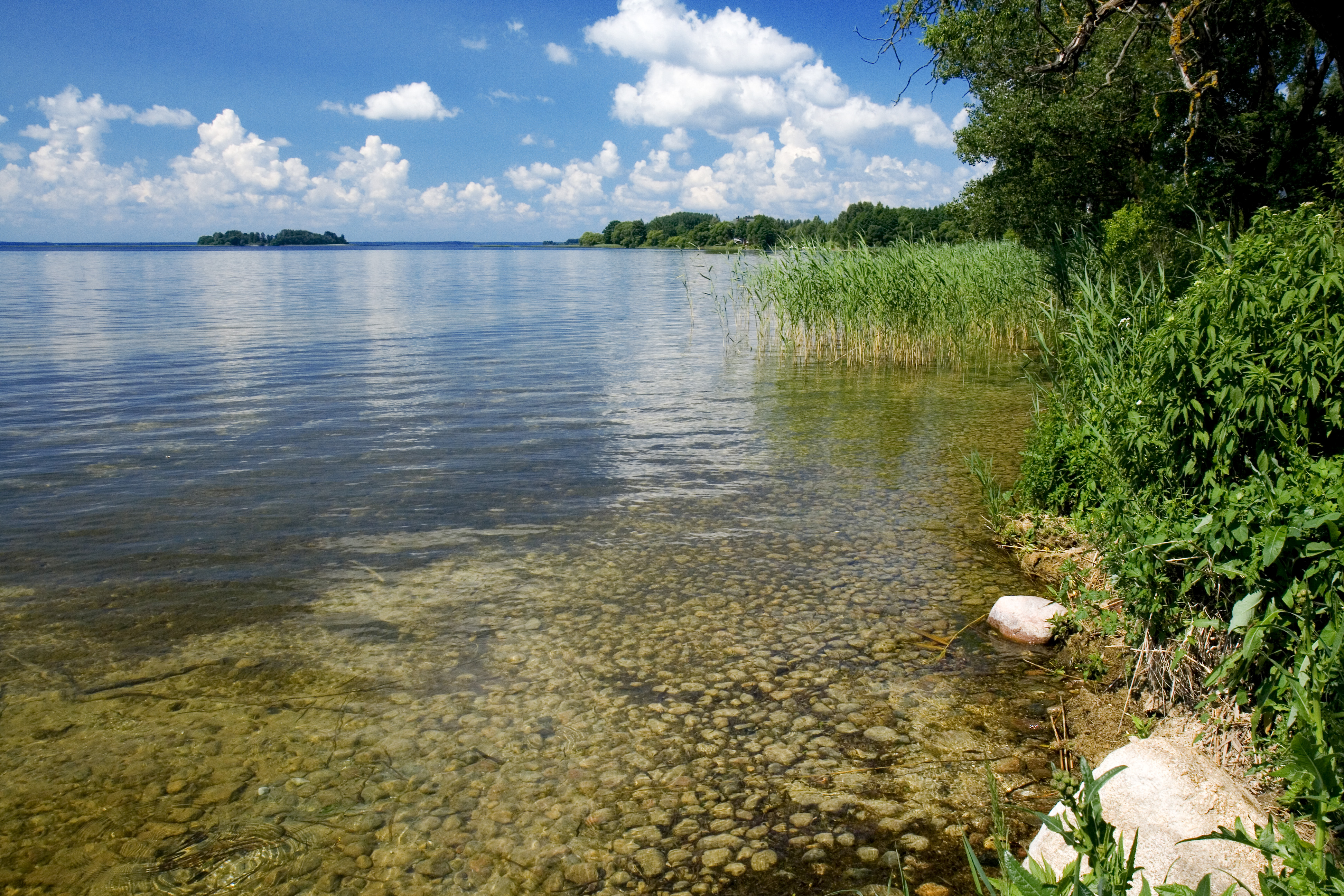
Naratschsee

Der Nationalpark Naratschsee (belarussisch: Нарачанскі, Naračanski; russisch: Нарочанский, Naročanskij) ist ein Nationalpark in Belarus, der nach dem Naratschsee benannt ist, an dessen Ufern er sich befindet. Er wurde am 28. Juli 1999 gegründet und umfasst eine Fläche von mehr als 87.000 Hektar. Es gibt große Populationen von Rotwild, Marderhund, Europäischer Dachs, Marder und Otter sowie im See Brachsen, Silberbrassen und Karauschen. Im Nationalpark sind auch 218 Vogelarten wie Rohrdommel, Fischadler und Kranich heimisch.